# Рогачевський Йосип Захарович
Рога́чевський Йо́сип Заха́рович (20 листопада 1891, Миргород — 31 березня 1985, Іксель, Бельгія) — всесвітньовідомий оперний співак (ліричний тенор).

## Життєвий шлях
Йосип Рогачевський народився 20 листопада 1891 року в єврейській сім'ї в м. Миргород. Його батько був експедитором залізниці.
Старший брат Ісаак Рогачевський (1984 року народження), активний учасник створення металургійної промисловості в Україні, директор головних українських металургійних комбінатів за звинуваченням у «терористичній контреволюційній діяльності» Воєнною колегією Верховного суду СРСР 14 жовтня 1937 року був засуджений до розстрілу (посмертно реабілітований у 1956 році) Подібна доля спіткала і його молодшого брата Бориса, помічника прокурора Харківського військового округу, засудженого до розстрілу за «контреволюційну діяльність» і розстріляного 25 березня 1938 року (посмертно реабілітований у 1956 році).
Співочий талант Йосипа Рогачевського проявився дуже рано. Уже в 18 років він отримав стипендію і приїхав на навчання до Паризької консерваторії.
Під час Першої світової війни Рогачевський добровільно записався до французької армії та був кілька разів поранений. У 1914–1915 та 1917 роках Йосип навчався вокалу в Паризькій консерваторії (клас вокалу Існардона). У 1918–1920 роках — соліст Тифліської опери.
У 1920–1922 роках Рогачевський продовжив своє навчання в Марсельскій консерваторії (клас вокалу Геттіха). Після завершення навчання він розпочав свою творчу діяльність у Франції та Бельгії. Його дебют відбувся в оперному театрі Тулузи в 1922 році. Того ж року відбулися його перші виступи в Паризькій Opéra-Comique. 1924 року директор Королівського театру Ла Монне у Брюсселі Моріс Корней де Торан запросив його у театр на дебютну роль Вертера, блискуче виконання якої зробила Йосипа Рогачевського знаменитим і він надовго став провідним тенором цього театру.
Рогачевський виступав також на запрошення в Гранд-Опера (у 1931 р. виконував партії Лоенгріна й Фауста) та інших театрах. 1933 року в «Піковій дамі» виконував партію Германа у виставах «Російської опери» в Парижі (театр Шатле, антреприза М. Кашука, режисер Шаляпін).
Його гастролі у Франції, Бельгії завжди проходили з великим успіхом. Хоча його кар'єра була пов'язана з франкомовними країнами, вона не обмежувалася ними. Його виступи у Віденській державній опері в 1929 і 1930 роках виявилися особливо помітними. Він співав у оперних театрах Берліна, Амстердама, Нью-Йорка (1944, Дон Хозе, Кармен); з успіхом гастролював в Афінах, Бухаресті та багатьох інших містах Європи; у 1936 році виступав з гастролями в Одесі й Москві.
Йосип Рогачевський був одним із найкращих тенорів свого часу. Найбільш відомі його партії Орфея («Орфей та Еврідіка»), Фіделіо, Каварадоссі («Тоска»), Вертера, Кавалера де Грійо («Манон»), Лоенгріна, Парсіфаля. Його виконавська майстерність збережена на грамплатівках, які він записав на різних студіях грамзапису Європи.
Багато оперних театрів впродовж оперної діяльності Йосипа Рогачевського запрошували його на роботу, та він залишався вірним Брюссельському театру Ла Монне, де довший час (1924–1953) був його солістом. Після смерті директора театру Моріса Корнея де Торана в січні 1953 року його запросили керувати театром. Він обіймав цю посаду до 1959 року. Після завершення оперної кар'єри Рогачевський викладав вокальне мистецтво в Королівській консерваторії Монса (Conservatoire royal de Mons).
Помер Йосип Рогачевський 31 березня 1985 року.